# محمد شنيمر
محمد أحمد شنيمر (مواليد 18 يوليو 1995) هو لاعب كرة قدم سعودي لعب سابقاً في نادي حطين.

## وصلات خارجية
- محمد شنيمر